# Deutsche Cadre-71/2-Meisterschaft 2016/17

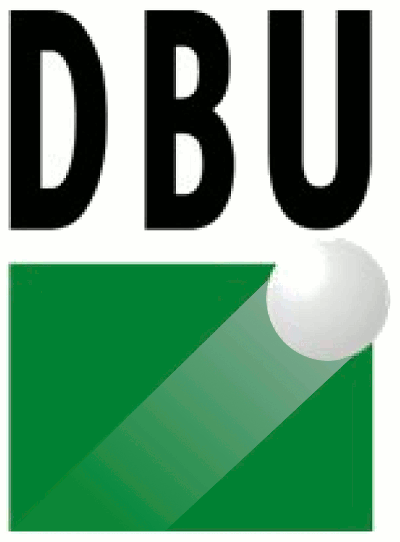
Verbandslogo: DBU

Die Deutsche Cadre-71/2-Meisterschaft 2016/17 ist eine Billard-Turnierserie und fand vom 8. bis zum 9. November 2016 in Bad Wildungen zum 67. Mal statt.

## Geschichte
Ohne Thomas Nockemann war vor Turnierbeginn Sven Daske der klare Favorit. Er gewann dann auch seine Vorrundengruppe mit eher mäßigem Durchschnitt. Dann kam das Halbfinale gegen den Kemptner Dieter Steinberger. Und es fing gut an. Daske startete das Match sehr gut und musste aber nach 113 Punkten Steinberger den Tisch überlassen. Dieser hatte am Anfang einige Problemstellungen zu bewältigen. Dann kam er aber immer besser ins Spiel und beendete das Match in der ersten Aufnahme. Im Finale gegen den Überraschungsteilnehmer Manuel Orttman aus Ilmenau hatte er aber keine Probleme und gewann sicher. Für Dieter Steinberger war es der zweite deutsche Meistertitel im Cadre 71/2 nach 1998.

## Modus
Gespielt wurden zwei Vorrundengruppen bis 150 Punkte oder 15 Aufnahmen. Die beiden Gruppenbesten spielten dann im K.-o.-System den Sieger aus. Platz drei wurde nicht mehr ausgespielt.
Die Endplatzierung ergab sich aus folgenden Kriterien:
1. Matchpunkte
2. Generaldurchschnitt (GD)
3. Bester Einzeldurchschnitt (BED)
4. Höchstserie (HS)

## Teilnehmer (alphabetisch)
1. Sven Daske (SCB Langendamm) (Titelverteidiger)
2. Thomas Berger (Wiesbadener BC)
3. Carsten Lässig (BG Coesfeld)
4. Markus Melerski (BC Hilden)
5. Manuel Orttmann (Ilmenau)
6. Jens Probhardt (Bergisch-Gladbacher BC)
7. Arnd Riedel (BC Wedel)
8. Dieter Steinberger (BC Kempten)

## Turnierverlauf

### Gruppenphase
| MP    | Match Points (Sieger = 2; Unentschieden = 1; Verlierer = 0) |
| Pkte. | Erzielte Karambolagen                                       |
| Aufn. | Benötigte Versuche                                          |
| GD    | Generaldurchschnitt                                         |
| BED   | Bester Einzeldurchschnitt eines Spielers                    |
| HS    | Höchstserie                                                 |
|       | Bester GD des Turniers                                      |
|       | Bester ED des Turniers                                      |
|       | Beste HS des Turniers                                       |
|       | 1. Platz (Gold)                                             |
|       | 2. Platz (Silber)                                           |
|       | 3. Platz (Bronze)                                           |

| Platz                      | Name           | MP  | Pkte. | Aufn. | GD    | BED   | HS |
| -------------------------- | -------------- | --- | ----- | ----- | ----- | ----- | -- |
| 1                          | Sven Daske     | 6:0 | 450   | 31    | 14,51 | 18,75 | 81 |
| 2                          | Thomas Berger  | 4:2 | 391   | 36    | 10,86 | 18,75 | 67 |
| 3                          | Carsten Lässig | 2:4 | 329   | 36    | 9,13  | 13,63 | 31 |
| 4                          | Arnd Riedel    | 0:6 | 234   | 27    | 8,66  | –     | 56 |
| Gruppendurchschnitt: 10,80 |                |     |       |       |       |       |    |

| Platz                      | Name               | MP  | Pkte. | Aufn. | GD    | BED   | HS |
| -------------------------- | ------------------ | --- | ----- | ----- | ----- | ----- | -- |
| 1                          | Manuel Orttmann    | 6:0 | 450   | 27    | 16,66 | 25,00 | 53 |
| 2                          | Dieter Steinberger | 4:2 | 436   | 22    | 19,81 | 25,00 | 71 |
| 3                          | Markus Melerski    | 2:4 | 205   | 25    | 8,20  | 11,53 | 37 |
| 4                          | Jens Probhardt     | 0:6 | 250   | 36    | 6,94  | –     | 29 |
| Gruppendurchschnitt: 12,19 |                    |     |       |       |       |       |    |

## Finalrunde
| Halbfinale         |     |     |    |        |        |     |
| Sven Daske         | 0:2 | 113 | 1  | 113,00 | –      | 113 |
| Dieter Steinberger | 2:0 | 150 | 1  | 150,00 | 150,00 | 150 |
| Manuel Orttmann    | 2:0 | 150 | 14 | 10,71  | 10,71  | 32  |
| Thomas Berger      | 0:2 | 142 | 14 | 10,14  | –      | 24  |
| Finale             |     |     |    |        |        |     |
| Dieter Steinberger | 2:0 | 150 | 5  | 30,00  | 30,00  | 51  |
| Manuel Orttmann    | 0:2 | 56  | 5  | 11,20  | –      | 44  |

## Abschlusstabelle
| Klassement                 | Klassement | Klassement         | Klassement | Klassement | Klassement | Klassement | Klassement | Klassement | Klassement |
| Phase                      | Platz      | Name               | MP         | Pkte.      | Aufn.      | GD         | BED        | HS         |            |
| -------------------------- | ---------- | ------------------ | ---------- | ---------- | ---------- | ---------- | ---------- | ---------- | ---------- |
| Finale                     | 1          | Dieter Steinberger | 8:2        | 736        | 28         | 26,28      | 150,00     | 150        |            |
| Finale                     | 2          | Manuel Orttmann    | 8:2        | 656        | 46         | 14,26      | 25,00      | 53         |            |
| Halb- finale               | 3          | Sven Daske         | 6:2        | 563        | 32         | 17,59      | 18,75      | 113        |            |
| Halb- finale               | 3          | Thomas Berger      | 4:4        | 533        | 50         | 10,66      | 18,75      | 67         |            |
| Gruppen- phase             | 5          | Carsten Lässig     | 2:4        | 329        | 36         | 9,13       | 13,63      | 31         |            |
| Gruppen- phase             | 6          | Markus Melerski    | 2:4        | 205        | 25         | 8,20       | 11,53      | 37         |            |
| Gruppen- phase             | 7          | Arnd Riedel        | 0:6        | 234        | 27         | 8,66       | –          | 56         |            |
| Gruppen- phase             | 8          | Jens Probhardt     | 0:6        | 250        | 36         | 6,94       | –          | 29         |            |
| Turnierdurchschnitt: 12,52 |            |                    |            |            |            |            |            |            |            |